# Rogsta
Rogsta is een plaats in de gemeente Hudiksvall in het landschap Hälsingland en de provincie Gävleborgs län in Zweden. De plaats heeft 164 inwoners (2005) en een oppervlakte van 24 hectare.